# Повстання сипаїв
Повстання сипаїв (Сипайське повстання, Індійське народне повстання 1857—1860, Перша війна Індії за незалежність) — повстання індійських солдатів проти жорстокої колоніальної політики британців у 1857—1859 роках. Повстання почалося на півночі від Бенгалії до Пенджабу і в центральній Індії. Основна ініціатива була зроблена з боку армії і незадовго до цього відсторонених від влади магарадж, але в деяких областях його підтримали селяни, і воно перетворилося на загальне повстання. Делі було захоплене повстанцями, проте пізніше було оточене і узяте британцями. Повстання поклало край владі Британської Ост-Індійської компанії і призвело до її заміни прямим правлінням британської корони.

## Причини
- розширення володінь Ост-Індської компанії за рахунок нових анексій (Ауд, Нагпур, Джгансі)
- перерозподіл земель серед місцевих феодалів
- наслідки запровадження заміндарства в Бенгалії (розпад общини)
- погіршення становища сипаїв Бенгальської армії

## Хід подій
Британцям знадобився час, щоб зібрати сили. Частина військ була перекинута з метрополії та Сінгапуру по морю, частина, після закінчення Кримської війни — по суші через Персію, деякі — з Китаю. Два угруповання європейських військ повільно рушили до Делі, убивши в боях і повісивши безліч індійців. Сили британців (до яких додалися два підрозділи гуркхів) зустрілися у Карналі, і в битві з основними силами повстанців у Бадлі-ке-Серай відкинули їх до Делі.
Облога міста тривала з 1 липня по 21 вересня. На перших порах повстанці перевершували війська Компанії за чисельністю, і оточення не цілком було завершено, так що здавалося, що в облозі знаходяться британці, а не індуси. 14 серпня прибуло підкріплення британців, сикхів і пуштунів. 7 вересня британці, отримавши облогові знаряддя, пробили дірки в стінах. 14 вересня британці спробували почати штурм через проломи і Кашмірські ворота, але зазнали важких втрат. Британський командувач намагався відступити, але був утриманий своїми офіцерами. Після тижня вуличних боїв Компанія захопила місто.
Британці почали знищувати й грабувати місто; багато індусів були вбиті як помста за розправи повстанців над європейцями. Британська артилерія розстріляла головну мечеть з навколишніми будівлями, в яких проживала мусульманська еліта зі всієї Індії. Великий Могол Бахадур Шах був заарештований, а два його сини й онук розстріляні.

## Причини поразки
- модернізація, проведена британцями, знайшла чимало прихильників
- військова перевага британських колонізаторів над повсталим народом
- відмінності в цілях повсталих, перш за все селян і феодалів
- зберігалася роз'єднаність народів Індії, яка допомогла колонізаторам ізолювати основний центр повстання і мобілізувати на його придушення всі ресурси

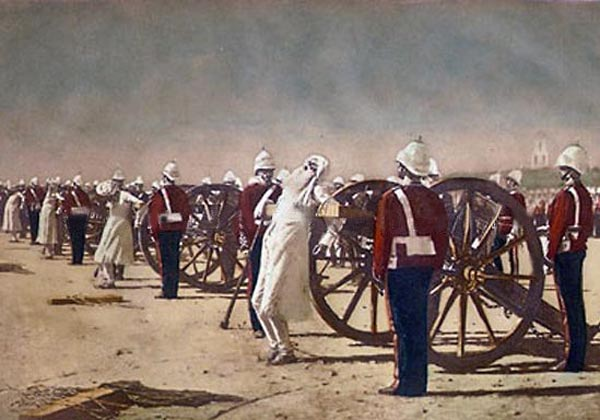
Картина В. Верещагіна «Придушення індійського повстання англійцями», 1884. У картині є анахронізм — британські солдати носять форму 1880-х років

## Наслідки
- зміна політики британськими колонізаторами (2 серпня 1858 року британський парламент прийняв закон про ліквідацію Ост-Індської компанії і перехід управління Індією до Великої Британії, а таким чином всі жителі стали підданими британської королеви вже як імператриці єдиної Індії)
- військова реформа
- індійських князів і поміщиків колонізатори зробили своїми союзниками, провівши ряд законів, що закріплювали їх права феодальної власності на землю
- колоніальній владі довелося врахувати величезне невдоволення селян і видати закони про оренду, що обмежили феодальне свавілля заміндарів
- адміністративні реформи 1860-х років